# LSV Greifswald
Der Luftwaffen Sportverein Greifswald war ein kurzlebiger Sportverein im Deutschen Reich mit Sitz in Greifswald im heutigen Landkreis Vorpommern-Greifswald.

## Geschichte
Nach der Saison 1943/44 nahm der LSV als Neuling an der Aufstiegsrunde zur Gauliga Pommern, im Abschnitt West teil. Dort konnte nach vier gespielten Spielen mit 3:5 Punkten jedoch nur der dritte Platz erreicht werden. Die Ergebnisse wurden im Zuge der Zusammenlegung der Ligen aber für ungültig erklärt, womit der Verein zur nächsten Saison eine Liga höher teilnehmen durfte. Zur Saison 1944/45 wurden alle Vereine die noch am Spielbetrieb teilnehmen konnten in die Gauliga Pommern eingeteilt und dort in sogenannte Sportkreisgruppen eingegliedert. Die Staffel West in der Gruppe Greifswald des Abschnitt West wurde dem LSV zugeteilt. Der Spielbetrieb wurde aber so schnell wieder abgebrochen, dass es zu keinem einzigen Spiel in der Staffel kam. Spätestens am Ende des Zweiten Weltkriegs wurde der Verein dann auch aufgelöst.